# Гіпотеза Ньюелла-Саймона
Гіпотеза Ньюелла — Саймона або Гіпотеза про фізичну символьну систему стверджує що:
| Фізична символьна система має необхідні і достатні засоби для проведення базових інтелектуальних дій, в широкому розумінні. Оригінальний текст (англ.) A physical symbol system has the necessary and sufficient means of general intelligent action. |

У «широкому розумінні» те, що потім було названо сильним штучним інтелектом.
Гіпотеза була сформована Алленом Ньюеллом і Гербертом Саймоном в 1976 році. Основою для гіпотези стало успішне застосування створеної ними програми — універсального розв'язувача завдань для моделювання міркувань людини.
Іншими словами, без символьних обчислень неможливо виконати осмислені дії, а можливості виконувати символьні обчислення цілком достатньо для того, щоб бути спроможним виконувати осмислені дії. Таким чином, якщо ми вважаємо, що тварина, або людина, або машина діють осмислено, це означає, що вони якимось чином виконують символьні обчислення (ваша кішка до певної міри — обчислювальна машина). І навпаки, оскільки комп'ютер спроможний до подібних обчислень, то на його основі може бути створений штучний інтелект.
Гіпотеза вразлива до критики, але так склалося, що більша частина досліджень штучного інтелекту пішла саме шляхом створення символьних систем. Незалежно чи справедлива ця гіпотеза, символьні обчислення — реальність програмування, і корисність подібного парадоксу в цій галузі важко заперечити.

## Дивись також
- Штучний інтелект
- Історія штучного інтелекту